# Palácio do Planalto
Palácio do Planalto (portugalska izgovorjava: [paˈlasju du plaˈnawtu]) v Brasílii je uradno delovno mesto brazilskega predsednika. Stavbo je zasnoval Oscar Niemeyer leta 1958 in je bila slovesno odprta 21. aprila 1960. To je bilo delovno mesto vsakega brazilskega predsednika od Juscelina Kubitscheka dalje. Stoji na Praça dos Três Poderes (Trg Treh vej oblasti), vzhodno od palače Nacionalnega kongresa Brazilije in nasproti Vrhovnega zveznega sodišča.
Je ena od uradnih palač predsedstva, skupaj s Palácio da Alvorada, uradno rezidenco. Poleg predsednika iz Planalta delajo tudi drugi visoki vladni uradniki, vključno s podpredsednikom in načelnikom kabineta; druge stavbe vladnega ministrstva so na Esplanadi ministrstev. Kot sedež vlade se izraz Planalto pogosto uporablja kot metonim za izvršilno vejo zvezne vlade.
Stavba, zgrajena v modernističnem slogu, je del svetovne dediščine Brasílie, ki jo je Unesco uvrstil leta 1987.

## Zgodovina
Predsedniška palača je bila glavna značilnost načrta za novo ustanovljeno zvezno prestolnico Brasílio. Oscar Niemeyer je bil izbran za arhitekta Palácio do Planalto in gradnja stavbe, ki jo je vodilo podjetje Construtora Rabello S.A., se je začela 10. julija 1958. Med gradnjo je bil izvršni urad začasno sedež v Catetinhu na obrobju Brasílie.
Palačo je 21. aprila 1960 uradno odprl predsednik Juscelino Kubitschek. To je bila ena prvih stavb, ki so bile slovesno odprte v novi prestolnici, skupaj z Nacionalnim kongresom in Vrhovnim zveznim sodiščem. Inavguracijske slovesnosti se je udeležilo več tujih voditeljev in je pritegnilo na tisoče gledalcev, saj je simbolizirala prenos glavnega mesta iz Ria de Janeira v središče države.
Palača svoje ime dolguje brazilskemu višavju (izraz planalto pomeni visokogorje), natančneje brazilski osrednji planoti, kjer se nahaja Brasília.

## 2009–2010 obnova
Marca 2009 je predsednik Luiz Inácio Lula da Silva odredil obsežno obnovo palače. Desetletja slabega vzdrževanja so močno prizadela stavbo, zgrajeno leta 1958. Obnova je bila zaključena 24. avgusta 2010 in je stala 111 milijonov R$. Pri obnovi so se osredotočili na: vgradnjo novih sistemov za elektriko, vodo in centralno klimatizacijo; popolna demontaža notranjih prostorov in izgradnja novih notranjih predelov; obnova zunanje fasade iz marmorja in granita; izgradnja podzemne garažne hiše za 500 vozil; zamenjava električnih generatorjev; obnova oken in vrat; izdelava zasilnih stopnic; in tehnološka nadgradnja.
Med postopkom obnove je bil izvršni urad začasno prenesen v Centro Cultural Banco do Brasil ('Kulturni center Banke Brazilije') in v palačo Itamaraty.

## Arhitektura
Predsedniška palača je bila glavna značilnost Costinega načrta za novoustanovljeno prestolnico. Niemeyerjeva ideja je bila projicirati podobo preprostosti in modernosti z uporabo finih linij in valov za sestavljanje stebrov in zunanjih struktur. Vzdolžne linije palače ohranja zaporedje stebrov, katerih zasnova je variacija tistih v Palácio da Alvorada, čeprav so bili razporejeni prečno na telo stavbe. Pročelje palače prav tako sestavljata dva močna elementa: klančina, ki vodi v dvorano, in parlatorij (platforma za govornike), od koder lahko predsednik in voditelji tujih držav nagovorijo javnost na trgu Praça dos Três Poderes.
Odsevni bazen je bil zgrajen leta 1991, da bi povečali varnost okoli palače in uravnotežili raven vlažnosti v dolgem sušnem obdobju v Brasílii. Ima približno površino 1635 kvadratnih metrov, ki vsebuje 1900 kubičnih metrov vode, z globino 110 centimetrov. V bazenu živi več japonskih krapov.

### Razporeditev in udobje
Palača ima površino 36.000 kvadratnih metrov. Glavna stavba ima štiri nadstropja nad zemljo in eno nadstropje pod zemljo. Heliport je ob severni fasadi objekta.

### Prvo nadstropje
Prvo nadstropje je sestavljeno iz glavne recepcije, nadzora in varovanja, predsobe in tiskovne pisarne. Velika vhodna dvorana se pogosto uporablja za občasne razstave o temah, povezanih s programi zvezne vlade. Dvorana ima skulpturo Franza Weissmana in tri skulpture Zezinha de Tracunhaéma. V prvem nadstropju je tudi Predsedniška galerija, v kateri so uradni portreti nekdanjih predsednikov Brazilije.

### Drugo nadstropje
V drugem nadstropju so vzhodna, plemiška in zahodna soba, pa tudi vrhovna sejna soba in tiskovno sekretariat.] V vzhodni sobi predsednik podpisuje uredbe in druge zakonodajne akte. Plemiška soba, imenovana tudi Zrcalna dvorana, je največja v palači. Uporablja se za velike slovesnosti, s kapaciteto do 1000 gostov. Vrhunca v tej dvorani sta skulptura Evoluções Harolda Barrosa in slika Os Orixás Djanira da Motta e Silva. Zahodna soba je bila zasnovana za srednje velike dogodke, s kapaciteto od 300 do 500 ljudi. Zaradi velike velikosti in velike višine stropa se uporablja predvsem za dogodke, ki temeljijo na mednarodnih temah. Območje krasi velika plošča, ki jo je ustvaril Roberto Burle Marx. Vrhovna sejna soba je bila zgrajena leta 1990 in se običajno uporablja za ministrska, vladna in predsedniška srečanja.

### Tretje nadstropje
V tretjem nadstropju je pisarna predsednika in njihovega višjega osebja. V njem je tudi mezzanin, veliko območje, sestavljeno iz čakalnic in krožnega območja med plemiško sobo, predsedniškim uradom in pisarnami višjih svetovalcev. Čakalnice krasijo pohištvo Sergia Rodriguesa in Oscarja Niemeyerja ter slike Emiliana Di Cavalcantija, Firmina Saldanhe, Fransa Krajcberga, Geralda de Barrosa in Franka Schaefferja. Bronasta skulptura, imenovana O Flautista, Bruna Giorgija, je včasih krasila območje, vendar je bila uničena med invazijo na kongres 8. januarja 2023.
Predsednikov urad sestavljajo tri ločena okolja: pisarna, sejna soba in soba za goste. Predsednikov urad je okrašen z modernističnim brazilskim pohištvom iz 40. do 60. let prejšnjega stoletja in srebrnino iz palače Catete. Vrhunec te sobe sta dve veliki sliki Djanira da Motta e Silva: Colhendo Banane in Praia do Nordeste. Sejna soba se uporablja za zasebne sestanke med predsednikom in člani njegovega neposrednega osebja. Soba za goste se uporablja za uradna srečanja med predsednikom in tujimi voditelji držav in vlad.

### Četrto nadstropje
Četrto nadstropje vsebuje velik dnevni prostor in pisarne višjih vladnih uradnikov, vključno z vodjo osebja in vodjo institucionalnega varnostnega kabineta. Dnevni prostor je bil ustvarjen med obnovo leta 2010 in je okrašen z modernističnim brazilskim pohištvom iz 60. let prejšnjega stoletja. Poudarki v salonu so: tapiserija Alberta Nicole; osnutek Tiradentesovega doprsnega kipa, delo Bruna Giorgija in Cena Indígena, Giovannija Oppida. Dve veliki plošči Athosa Bulcãoa sta vidni tudi na stranskih stenah, ki vodijo v bivalni prostor.

## Javni dostop in varnost
Palača je odprta za obisk javnosti ob nedeljah od 9.30 do 14. ure. Vodeni ogledi trajajo 20 minut. Med tednom je dostop do stavbe omejen na pooblaščene osebe. Predsednika je težko opaziti, saj jih v palačo pogosto pospremijo skozi severni vhod ali prispejo s helikopterjem. Klančina pred palačo se uporablja le ob posebnih slovesnostih, kot so predsedniške inavguracije in državniški obiski voditeljev tujih držav in vlad.
Stavbo ščitita bataljon predsedniške garde (portugalsko Batalhão da Guarda Presidencial in 1. gardni konjeniški polk (1º Regimento de Cavalaria de Guardas, znan tudi kot 'Neodvisni dragonci') brazilske vojske. Obredne dolžnosti stražarja se menjajo med tema dvema enotama vsakih šest mesecev, obredna zamenjava straže pa se zaznamuje rotacijo.

## Gallery
- Pogled na Planalto iz ptičje perspektive
- Sprednja fasada z odsevnim bazenom
- Detajl stebrov
- Planalto iz Praça dos Três Poderes
- Os Candangos kip pred Planaltom
- Sprejemni prostor
- Odsevni bazen ponoči
- Planalto v mraku
- Planalto leta 2020